# Moschops
Moschops capensis
Genre
Espèce
Moschops (/mɔsk.ɔps/) est un genre éteint de grands thérapsides dinocéphales, de la famille (également éteinte) des Tapinocéphalidés. Une seule espèce est connue, Moschops capensis, qui a vécu au Capitanien (−265 à −260 Ma, dernier étage du Guadalupien, au Permien moyen) dans ce qui est aujourd'hui l'Afrique du Sud. Elle a été décrite et nommée par Robert Broom en 1911. Le nom Moschops signifie « face de veau », du grec μόσχος / móskhos (« veau ») et ὤψ / ṓps (« visage »).
C'était un herbivore fortement bâti et il a peut-être eu une mode de vie semi-aquatique à la manière des hippopotames actuels. Moschops possédait une tête courte et épaisse et auraient pu se rivaliser entre individus en se donnant des coups de tête violent, comme le font certains animaux au comportements agonistiques de nos jours. Les articulations du coude leur permettaient de marcher avec une démarche plus semblable à celle d'un mammifère plutôt que de ramper à la manière des reptiles.

## Description

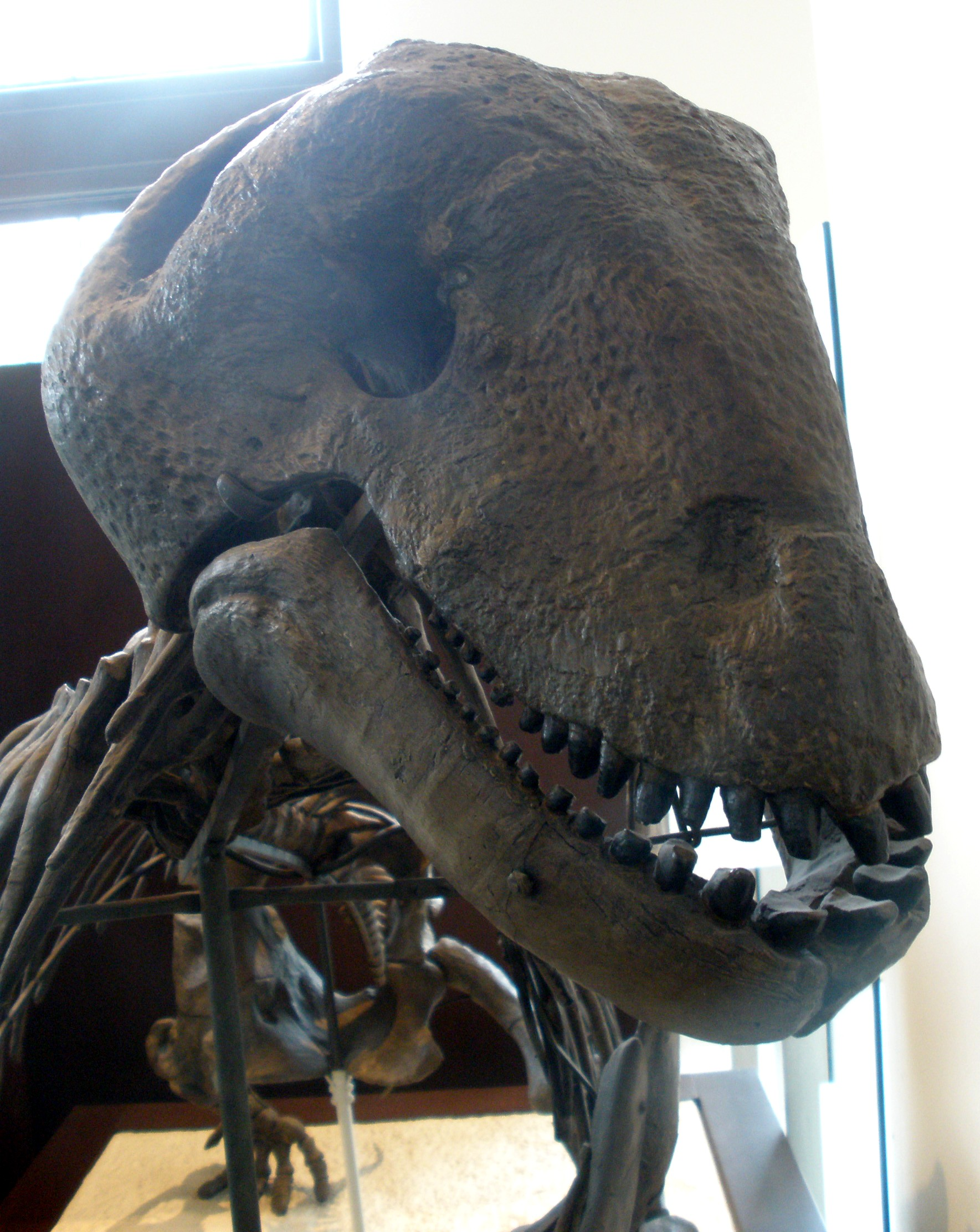
Gros plan d'un crâne reconstruit de Moschops capensis, exposé au Musée américain d'histoire naturelle.

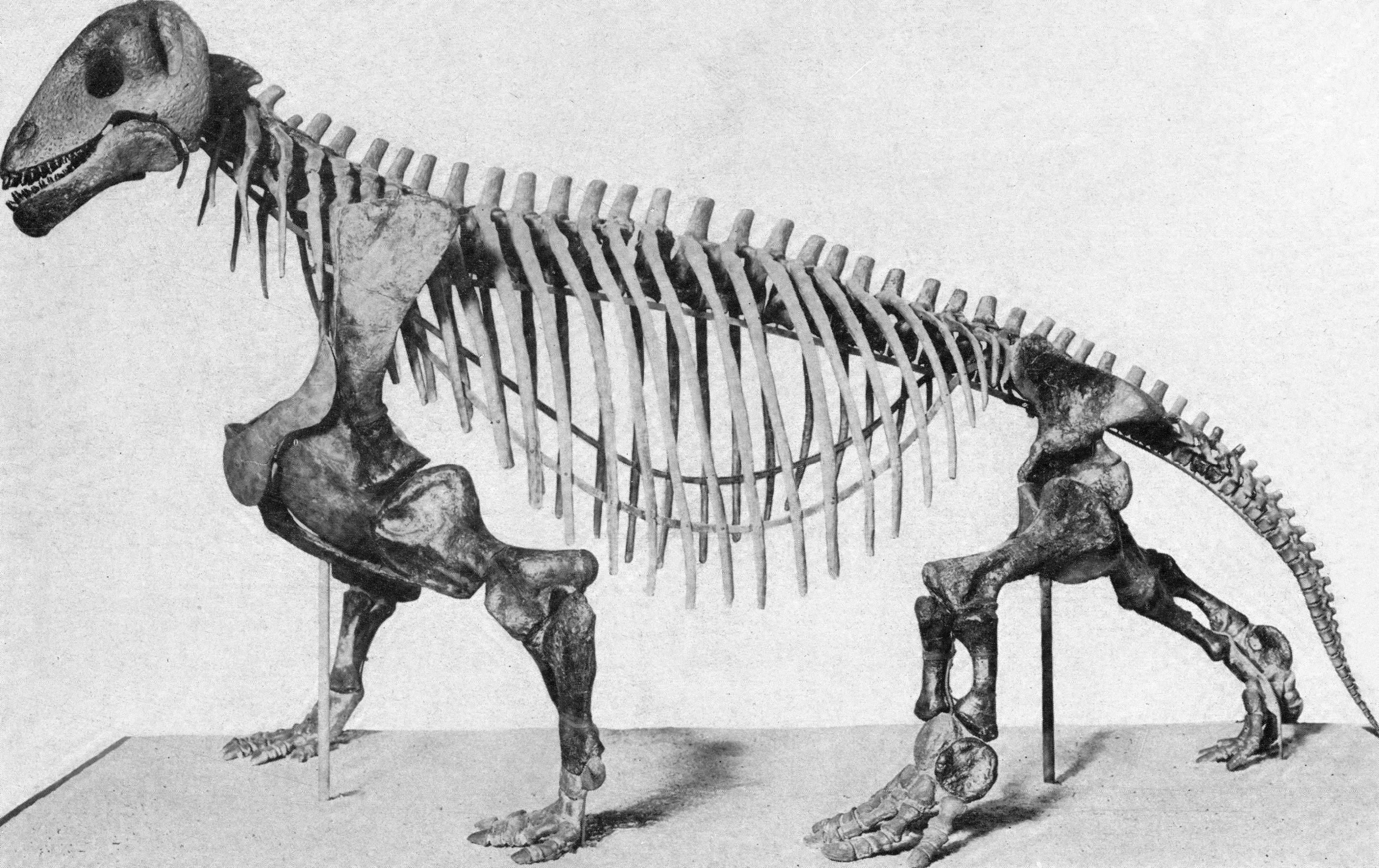
Squelette monté de Moschops capensis.

Moschops était un grand dinocéphale mesurant environ 2,7 mètres de long, avec un poids estimé à 1 tonne. L'animal possédait une tête de taille réduite avec de larges orbites ainsi qu'un cou court fortement construit. Comme d'autres membres des tapinocéphalidés, le crâne avait une petite ouverture pour l'organe pinéal. L'occiput était large et profond, mais le crâne était plus étroit dans le bord dorsal. En outre, les arcs ptérygoïdiens et la région angulaire de la mâchoire avec des muscles fortement construits. En raison de cela et de la possession de dents robustes et à longue couronne, on pense que Moschops était un herbivore se nourrissant d'une végétation pauvre en nutriments et dure, comme des tiges de cycas. En raison de la nourriture vraisemblablement pauvre en nutriments, il est probable qu'ils ont dû se nourrir pendant de longues périodes. L'anatomie des taxons leur permettait d'ouvrir plus largement les articulations du coude, leur permettant de se déplacer dans une posture plus proche de celle d'un mammifère que certains autres animaux de l'époque. Cela a aidé à transporter le corps massif plus facilement tout en se nourrissant et en leur permettant de courtes accélérations,. Il a également été proposé que l'animal était peut-être semi-aquatique. Moschops avait un crâne plutôt épais, ce qui incite à penser que des individus auraient pu rivaliser les uns avec les autres en se donnant des coups de tête, typique d'un comportement agonistique. Une étude publiée en 2017 le confirmerait plus tard par synchrotron scannant un crâne de Moschops capensis, qui a révélé de nombreuses adaptations anatomiques du système nerveux central pour un comportement combatif. Les découvertes faites aux alentours où a été trouvé Moschops indiquent qu'il était probablement la proie des titanosuchidés et de certaines espèces de thérocéphales.

## Premières découvertes

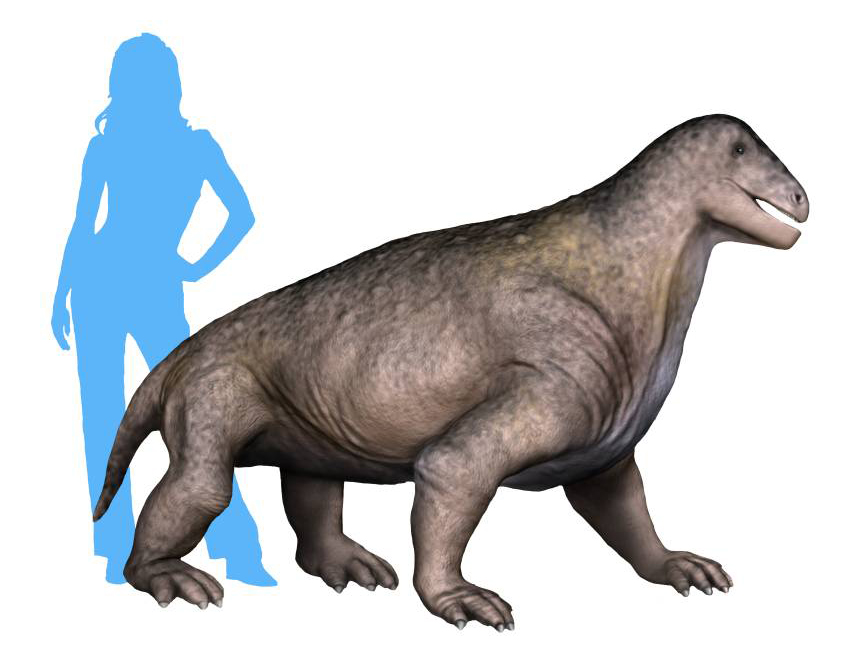
Renconstitution par Nobu Tamura, d'un Moschops comparée à un humain.

Les fossiles Moschops ont été découverts pour la première fois par Robert Broom dans groupe d'Ecca, qui fait partie du supergroupe du Karoo, en Afrique du Sud. L'horizon géologique étant incertain, il a été rapporté à ce groupe sur la base de Pareiasaurus qui reste à proximité immédiate. Le matériel comprend un holotype (AMNH 5550) et sept topotypes (AMNH 5551-5557). Le degré de pachyostose varie selon les crânes des spécimens, selon Broom, c'est à cause de la variation du sexe et de l'âge au sein des spécimens découverts. En 1910, le matériel a été envoyé au Musée américain d'histoire naturelle de New York et il sera décrit un an plus tard, en 1911.